# Partido Comunista dos Países Baixos
O Partido Comunista dos Países Baixos (em holandês: Communistische Partij Nederland, CPN) foi um partido político dos Países Baixos.
Fundado em 1909, como Partido Social-Democrata, o partido alinhou-se com o comunismo após a Revolução de Outubro de 1917, em que se afirmou defensor dos ideais de Lenine e Karl Marx, adoptando o nome de Partido Comunista e seguindo uma linha comunista e marxista-leninista.
O CPN foi um partido com relativa influência eleitoral, elegendo, por diversas vezes, deputados para o parlamento, e, a partir da década de 1980, o partido afastou-se do marxismo-leninismo, entrando em coligações eleitorais com outros partidos de esquerda. Em 1991, o partido dissolveu-se, fundindo-se na Esquerda Verde.

## Resultados eleitorais

### Eleições legislativas
| Data | CI.            | Votos          | %              | +/-            | Deputados      | +/-            | Status            |
| ---- | -------------- | -------------- | -------------- | -------------- | -------------- | -------------- | ----------------- |
| 1918 | 9.º            | 31 043         | 2,3 / 100,0    |                | 2 / 100        |                | Oposição          |
| 1922 | 7.º            | 53 664         | 1,8 / 100,0    | 0,5            | 2 / 100        | Estável        | Oposição          |
| 1925 | 9.º            | 36 770         | 1,2 / 100,0    | 0,6            | 1 / 100        | 1              | Oposição          |
| 1929 | 8.º            | 67 541         | 2,0 / 100,0    | 0,8            | 2 / 100        | 1              | Oposição          |
| 1933 | 7.º            | 118 238        | 3,2 / 100,0    | 1,2            | 4 / 100        | 2              | Oposição          |
| 1937 | 8.º            | 136 026        | 3,4 / 100,0    | 0,2            | 3 / 100        | 1              | Oposição          |
| 1946 | 4.º            | 502 963        | 10,6 / 100,0   | 7,2            | 10 / 100       | 7              | Oposição          |
| 1948 | 6.º            | 382 001        | 7,7 / 100,0    | 2,9            | 8 / 100        | 2              | Oposição          |
| 1952 | 6.º            | 328 621        | 6,2 / 100,0    | 1,5            | 6 / 100        | 2              | Oposição          |
| 1956 | 6.º            | 272 054        | 4,7 / 100,0    | 1,5            | 7 / 150        | 1              | Oposição          |
| 1959 | 6.º            | 144 542        | 2,4 / 100,0    | 2,3            | 3 / 150        | 4              | Oposição          |
| 1963 | 7.º            | 173 325        | 2,8 / 100,0    | 0,4            | 4 / 150        | 1              | Oposição          |
| 1967 | 8.º            | 248 318        | 3,6 / 100,0    | 0,8            | 5 / 150        | 1              | Oposição          |
| 1971 | 8.º            | 246 569        | 3,9 / 100,0    | 0,3            | 6 / 150        | 1              | Oposição          |
| 1972 | 7.º            | 330 398        | 4,5 / 100,0    | 0,6            | 7 / 150        | 1              | Oposição          |
| 1977 | 6.º            | 143 481        | 1,7 / 100,0    | 2,8            | 2 / 150        | 5              | Oposição          |
| 1981 | 6.º            | 178 292        | 2,1 / 100,0    | 0,4            | 3 / 150        | 1              | Oposição          |
| 1982 | 7.º            | 147 753        | 1,8 / 100,0    | 0,3            | 3 / 150        | Estável        | Oposição          |
| 1986 | 10.º           | 83 269         | 0,9 / 100,0    | 0,9            | 0 / 150        | 3              | Extra-parlamentar |
| 1989 | Esquerda Verde | Esquerda Verde | Esquerda Verde | Esquerda Verde | Esquerda Verde | Esquerda Verde | Esquerda Verde    |

### Eleições europeias
| Data | CI.                       | Votos                     | %                         | Deputados                 |
| ---- | ------------------------- | ------------------------- | ------------------------- | ------------------------- |
| 1979 | 6.º                       | 97 343                    | 1,7 / 100,0               | 0 / 25                    |
| 1984 | Acordo Progressista Verde | Acordo Progressista Verde | Acordo Progressista Verde | Acordo Progressista Verde |
| 1989 | Esquerda Verde            | Esquerda Verde            | Esquerda Verde            | Esquerda Verde            |